# Siay
Siay ist eine philippinische Stadtgemeinde in der Provinz Zamboanga Sibugay. Sie hat 41.572 Einwohner (Zensus 1. August 2015).

## Baranggays
Siay ist politisch in 29 Baranggays unterteilt.
| - Bagong Silang - Balagon - Balingasan - Balucanan - Bataan (Dacanay) - Batu - Buyogan - Camanga - Coloran - Kimos (Kima) - Labasan - Lagting - Laih - Logpond - Magsaysay | - Mahayahay - Maligaya - Maniha - Minsulao - Mirangan - Monching - Paruk - Poblacion - Princesa Sumama - Salinding - San Isidro - Sibuguey - Siloh - Villagracia |